# Löwenpranke
Die Löwenpranke ist ein seltener Teil in einem Wappen. Er kommt einzeln und häufiger paarweise als Teil des Wappentieres Löwe vor. Es ist eine gemeine Figur in der Heraldik.
Er kann vorkommen im Hervorbrechen aus dem Obereck aus einem Wappenrand oder am Spalt und auch einen Schlüssel, Schwert und andere halten. Auch kann die Löwenpranke mit dem Oberwappen verwachsen. Es können sich dabei auch zwei Löwenpranken kreuzen. Sie werden auch als zu- oder abgewendet beschrieben, wenn diese paarweise pfahlgerecht im Wappen sind. Das trifft auch für die Stellung im Oberwappen zu. Die Farbgebung erfolgt nach den heraldischen Regeln. Die Bewehrung ist oft farblich abgesetzt und muss wie beim Wappentier in der Blasonierung erwähnt werden.
Einige berühmte Adelsfamilien führten das Wappenbild, z. B. D’Orville, Troylo. Im Wappensaal der Stadtburg Gozzoburg existiert ein altes Wappen mit der Löwenpranke.

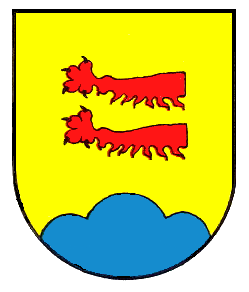
Binningen
Triebes
Wetten (Kevelaer) -Löwenklaue-
Zeulenroda-Triebes